# Thanh Thủy (diễn viên sinh năm 1963)
Huỳnh Thị Thanh Thủy (sinh ngày 24 tháng 9 năm 1963), thường được biết đến với nghệ danh Thanh Thủy, là một nữ diễn viên người Việt Nam. Bà từng đoạt năm giải Mai Vàng của báo Người lao động và nhiều giải thưởng khác. 
Mặc dù được đào tạo chính quy ngành đạo diễn tại Trường Nghệ thuật Sân khấu 2, Thanh Thủy lại nổi tiếng với vai trò diễn viên. Với lối diễn xuất đa dạng, bà dành phần nhiều sự nghiệp khi tham gia diễn xuất kịch nói tại các sân khấu lớn cũng như tham gia các phim truyền hình và các vở kịch truyền hình ngắn. Bà cũng từng là người dẫn chương trình trong loạt kịch thiếu nhi Chuyện ngày xưa trên HTV7 và Ngày xửa ngày xưa trên sân khấu kịch Idecaf với vai két La La của nhóm Líu Lo (2000 - 2005).

## Tiểu sử và sự nghiệp
Sinh ra trong một gia đình công chức, mặc dù cả gia đình cũng như chính bản thân đều muốn theo nghề giáo, nhưng Thanh Thủy lại thành danh trên sân khấu với vai trò diễn viên. Thanh Thủy tin sự ảnh hưởng của ông nội - một họa sĩ đã từng là giảng viên mỹ thuật Trường Mỹ thuật Biên Hòa - Đồng Nai đã hướng bà đến với nghệ thuật.
Thanh Thủy tốt nghiệp đạo diễn nhưng thành công với vai trò diễn viên trong nhiều thể loại cũng như sân khấu cải lương. Sự nghiệp của bà trải qua nhiều thăng trầm. Năm 23 tuổi khi tốt nghiệp, Thanh Thủy làm giáo viên phụ giảng khóa đào tạo diễn viên điện ảnh đầu tiên tại Thành phố Hồ Chí Minh cho thầy Nguyễn Văn Phúc và cô Kim Chi được 4 năm. Khi ra trường, bà đã từng cùng Mỹ Dung, Phùng Nguyên mở tiệm bán quần áo trên đường Cống Quỳnh. Tiệm đóng cửa, bà về quê gần 3 năm cho đến khi nhận lời xuất hiện lại trong chương trình ca nhạc hài kịch "Việt Nam thương nhớ" của nghệ sĩ Minh Phượng. Tuy chương trình thành công lớn, nhưng Thanh Thủy vẫn ngần ngại quay lại với nghề. Về sau, Thu Hồng - là biên tập viên Ban văn nghệ Đài Truyền hình Thành phố Hồ Chí Minh - đưa Thanh Thủy về làm vở "Trở về mái nhà xưa" diễn tại Nhà hát kịch - sân khấu nhỏ 5B Võ Văn Tần. Khi đó bà mới nhận ra niềm khao khát với nghề và muốn theo nghề trở lại. 
Bà cũng đã từng lập nhóm tấu hài với Quốc Thảo và Minh Phượng, từng là bạn diễn ăn ý của Thành Lộc trong các vở hài kịch ở Sân khấu IDECAF, cũng như cùng Hoài Linh tham gia nhiều vở hài kịch thành công trên sân khấu Nụ cười Mới của ông bầu Hữu Lộc.
Một người bạn đã giới thiệu Thanh Thủy với chồng là anh Tráng vào năm 1991 khi đi nghe đêm hòa nhạc do Đặng Thái Sơn biểu diễn tại Nhạc viện Thành phố Hồ Chí Minh. Họ quen nhau rồi tiến đến hôn nhân vào năm 1993. Gia đình Thanh Thủy có hai con trai riêng của chồng và hai con gái: Nhật Thanh và Giang Thanh.

## Sự nghiệp nghệ thuật

### Phim
| Năm  | Tên phim                         | Vai diễn          | Kênh               |
| ---- | -------------------------------- | ----------------- | ------------------ |
| 1994 | Gọi tình yêu quay về             | Liên              | Hãng phim truyện I |
| 2006 | Mùi ngò gai                      | Bà Phượng         |                    |
| 2006 | Người mẹ nhí                     | Mai Liên          |                    |
| 2007 | Cái bóng bên chồng               | Bà Thy            |                    |
| 2008 | Bỗng dưng muốn khóc              | Mẹ Bảo Nam        |                    |
| 2008 | Đồng hồ cát                      | bà Hòa            |                    |
| 2008 | Cô gái xấu xí                    | Bảo Chân          |                    |
| 2008 | Chết lúc nửa đêm                 | y tá trực         |                    |
| 2009 | Ra giêng ai cưới em              | Nguyễn Thị Liễu   |                    |
| 2009 | Tam nam vẫn phú                  | Bà Xuyên          |                    |
| 2009 | Sau ánh hào quang                | bà Hồng           |                    |
| 2010 | Cá Rô, em yêu anh                | Thím Một          |                    |
| 2010 | Người hoàn hảo                   | bà Phước Lợi      |                    |
| 2010 | Sóng gió gia đình                | Mẹ của Lan Phương |                    |
| 2011 | Chiếc giường chia đôi            | Dì Huệ            |                    |
| 2011 | Mua láng giếng gần               | Diễm Vân          |                    |
| 2011 | Ai cũng có Tết                   | bà Thiên Hảo      |                    |
| 2011 | Người đẹp lỡ thì / Chào tình yêu | Mẹ Tam Lang       |                    |
| 2011 | Khát vọng thượng lưu             | bà Thu            |                    |
| 2011 | Những nàng công chúa nổi tiếng   | bà Nga            |                    |
| 2011 | Tết ơi! Xuân à!                  | Bà Thìn           |                    |
| 2011 | Hương tình                       | bà Hà             |                    |
| 2011 | Sắc màu hạnh phúc                | bà Ngoại          |                    |
| 2011 | Mùa Hạ yêu dấu                   | cô Châu           |                    |
| 2012 | Cưới chạy kịp Xuân               | bà Ba Tỵ          |                    |
| 2012 | Cô nàng nặng cân                 | bà Lam            |                    |
| 2012 | Ầu ơ ví dầu                      | bà Tuyết          |                    |
| 2012 | Khúc Nam Ai                      | dì Trang          |                    |
| 2012 | Vực thẳm tình yêu                | Hồng Hoa          |                    |
| 2013 | Bếp của mẹ                       | bà Hạnh           |                    |
| 2014 | Hàng xóm                         | bà Huyền          |                    |
| 2014 | Vừa đi vừa khóc                  | bà Hoa            |                    |
| 2014 | Lênh đênh phận bạc               | cô Tám            |                    |
|      | Những ngọn nến lung linh         | cô Thanh          |                    |
| 2015 | Cuộc Phiêu lưu của Hai Lúa 2     | Bà Tư Măng        |                    |
| 2015 | Gia đình Dr.Beo                  | bà Lang Ba        |                    |
| 2015 | Sát thủ hoa hồng trắng           | bà Hòa            |                    |
| 2016 | Tám công sở                      | Mỹ Mỹ             |                    |
| 2016 | Gia đình vui nhộn                | Mị Cà             |                    |
| 2016 | Chuyện gì đang xảy ra?           | bà Sáu            |                    |
| 2016 | Cô Thắm về làng                  | Thím Năm          |                    |
| 2017 | Cô Thắm về làng                  | Thím Năm          |                    |
| 2018 | Cô Thắm về làng                  | Thím Năm          |                    |
| 2019 | Cô Thắm về làng                  | Thím Năm          |                    |
| 2017 | Osin nổi loại                    | Dạ Khê            |                    |
| 2017 | Tết Tết Tết                      | Bà Tư Hiền        |                    |
| 2017 | Người Nhà Quê                    | Bà Tám            |                    |
| 2017 | Lấy chồng cho mẹ                 | bà Thúy           |                    |
| 2017 | Vợ tui tui sợ                    | bà Tư             |                    |
| 2017 | Báu vật ngày xuân                | Xuân              |                    |
| 2018 | Lần đầu làm mẹ                   | bà Hai Nhân       |                    |
| 2018 | The Call                         | mẹ Anh Đức        |                    |
| 2019 | Gia đình hết sảy                 | Bà Sáu            |                    |
| 2020 | Vực thẳm chiều trôi              | bà Thủy           |                    |
| 2020 | Hổng cần đàn ông                 | bà Tâm            |                    |
| 2020 | Thiếu gai ở đợ                   | mẹ của Hải        |                    |
| 2021 | Tổ ấm lạ kỳ                      | bà Thủy           |                    |
| 2021 | Mẹ ác ma cha thiên sứ            | bà Nội            |                    |
| 2022 | Thấy Mai là thấy tết             | bà Mai            |                    |
| 2022 | Oan gia đại chiến                | Hằng Nga          |                    |
| 2022 | Hẻm 168                          | bà Cưng           |                    |
| 2022 | Những trái tim nhảy nhót         | bà Nội            |                    |
| 2022 | Thanh xuân mãi cháy              | bà Hoa            |                    |
| 2023 | Tết này có má có ba              | bà Xuân           |                    |
| 2023 | Đường về nhà xa quá 3            | bà Lai            | MVC Media          |
| 2023 | Xóm đường ranh                   | bà Hai Đời        |                    |

### Phim điện ảnh
| Năm  | Tên phim              | Vai diễn         | Chú thích |
| ---- | --------------------- | ---------------- | --------- |
| 1994 | Cát bụi hè đường      | mẹ Hiếu          |           |
| 2012 | Hello Cô Ba           | bà Năm           |           |
| 2012 | Cưới ngay kẻo lỡ      | mẹ của Hồ Sơn    |           |
| 2013 | Yêu anh em dám không? | bà Tám           |           |
| 2014 | Năm sau con lại về    | Bà Lương         |           |
| 2017 | Dạ cổ hoài Lang       | mẹ Năm Triều     |           |
| 2019 | Ngốc ơi tuổi 17       | mẹ Chan Chan     |           |
| 2021 | Thiên thần hộ mệnh    | bà Tâm           |           |
| 2024 | Công tử Bạc Liêu      | bà Hội đồng Lịnh |           |

### Web Drama
| Năm  | Tên phim               | Vai diễn    |
| ---- | ---------------------- | ----------- |
| 2018 | Oan gia ngang trái     | bà Hội Đồng |
| 2020 | Đại kê chạy đi 2       | bà Thủy     |
| 2021 | Trời ơi! Tức muốn chết | bà Lan      |

### Kịch

#### Đạo diễn kịch
| STT | Tên                       |  | STT | Tên                           |
| --- | ------------------------- |  | --- | ----------------------------- |
| 1   | Ả cave nhà hàng Maxim     |  | 14  | Chuyện làng Ung               |
| 2   | Tiếng vạc sành            |  | 15  | Đê làng                       |
| 3   | Quan Thích thích làm quan |  | 16  | Bão tố ngoài khơi             |
| 4   | Giông tố                  |  | 17  | Bản tuyên chiến thầm lặng     |
| 5   | Chiếc vòng cầu hôn        |  | 18  | Nơi ấy dòng sông vẫn chảy     |
| 6   | Lửa thử vàng              |  | 19  | Thị Hến, hồng nhan mắc nạn    |
| 7   | Dạ khúc                   |  | 20  | Ai có chờ hoa nở              |
| 8   | Ngày ấy sau 20 năm        |  | 21  | Khoảng tối phía sau           |
| 9   | Tìm con cá lặng           |  | 22  | Tìm con cá lặng               |
| 10  | Thiên thần không cánh     |  | 23  | Quán cây bần                  |
| 11  | Cũng cần có nhau          |  | 24  | Vạn phước gia                 |
| 12  | Song hỷ                   |  | 25  | Aladdin lạc vào xứ sở Đầm Sen |
| 13  | Bí mật giếng làng Khủm    |  |     |                               |

#### Kịch thiếu nhi
| STT | Tên                                   | Nhân vật                          |  | STT | T n                                                  | Nhân vật                       |
| --- | ------------------------------------- | --------------------------------- |  | --- | ---------------------------------------------------- | ------------------------------ |
| 1   | Tấm cám                               | Người dẫn chuyện                  |  | 2   | Nàng công chúa ngủ trong rừng                        | Két Lala / Người dẫn chuyện    |
| 3   | Dế Mèn phiêu lưu ký                   | Bọ Xít Vợ                         |  | 4   | Hoàng tử Sọ Dừa                                      | Chúa Lửa                       |
| 5   | Cô Bé Lọ Lem                          | Mẹ Kế Hoa Mắc Cỡ                  |  | 6   | Người đẹp và quái vật                                | Bà Bình                        |
| 7   | Nàng tiên cá                          | Cá Chỉ Vàng Mê Lô                 |  | 8   | Công chúa Chích Chòe                                 | Bà Tiên                        |
| 9   | Aladin và đủ thứ thần                 | Rắn Độc A La Xào                  |  | 10  | Huyền thoại Nữ thần Lee Kim Chi                      | Lee Kim Chi /Nữ Thần Mặt Trăng |
| 11  | Nàng Bạch Tuyết lạc bảy chú lùn       | Bà Ngoại / Quàng Khăn Vàng        |  | 12  | Natra đại náo thủy cung                              | Công Chúa Thủy Tề / Na Ná      |
| 13  | Sơn Tinh Thủy Tinh                    | Cô Nhím Giám Thị / Rồng 3 Đầu     |  | 14  | Chuyện thần tiên xứ Phù Tang                         | Nữ Thần Mặt Trời               |
| 15  | Chàng lang thang và nàng Tùy Tiện     | Xí Bùm Bum                        |  | 16  | Cô bé tí hon lạc vào xứ thần tiên                    | Phù Thủy Bất                   |
| 17  | Lá Cờ Thêu 6 Chữ Vàng                 | Giặc                              |  | 18  | Con gái nàng tiên cá                                 | Bạch Tuộc Bảy Búa              |
| 19  | Phù thủy lắm chiêu                    | Bà Lão                            |  | 20  | Ông già và cục bướu                                  | Yêu Tinh                       |
|     | Tề Thiên đại chiến Hồng Hài Nhi       | Bà La Sát / Thiết Phiến công chúa |  |     | Hai người bạn đồng hành                              | Cô Gái & Hổ                    |
|     | Cậu bé khoai lang tây và ba bà tiên   | Thần Mùa Xuân                     |  |     | Lọ nước thần                                         | Chim Sẻ & Thầy Pháp            |
|     | Võ công tiểu quái                     | Tiểu Thơ Đơ                       |  |     | Câu chuyện dưới ánh trăng                            | Dê                             |
|     | Tề Thiên Đại Thánh đại náo Thiên cung | Nàng Tiên Cá Mê Ly                |  |     | Người hóa dế                                         | Quan & Đứa Trẻ Hàng Xóm        |
|     | Câu chuyện đêm trăng đẹp nhất         | Chị Đom Đóm                       |  |     | Aladdin lạc vào xứ sở Đầm Sen                        | Aladdin                        |
|     | Nàng công chúa và chiếc áo tầm gai    | Chim lợn                          |  |     | Chuyện thần tiên 5: Cuộc phiêu lưu của cậu bé búp bê | Bà Dễ Thương                   |
|     | Huyền thoại Mắt Thần                  | Bà Cố Cố                          |  |     |                                                      |                                |

#### Kịch người lớn
- Sợi dây đay
- Cậu đồng
- Cô chủ quán xinh đẹp
- Cái tráp vàng
- Người tốt thành Tứ Xuyên
- Trở về mái nhà xưa
- Xóm nhỏ Sài Gòn: vai Đông Nghi (Giải Mai Vàng cho nữ diễn viên kịch nói năm 1998)
- Tiếng chim vườn Ngọc Lan: vai Ngọc Lan (đạo diễn Minh Nguyệt)
- Hãy khóc đi em: vai cô giáo Hạnh (đạo diễn Ái Như)
- Bí mật vườn Lệ Chi: vai Thần Phi Nguyễn Thị Anh (đoạt giải Mai Vàng nữ diễn viên kịch nói được yêu thích nhất năm 2007)
- Cánh đồng bất tận: vai Sương (đạo diễn Minh Nguyệt)
- Ngàn năm tình sử: vai cung nữ Thuận Khanh
- 29 anh về
- Dạ khúc
- Tiếng vạc sành
- Thị Hến, hồng nhan mắc nạn
- Châu về hợp phố
- Nắng chiều
- Tình gần
- Tôi chờ ông đạo diễn
- Khúc nguyệt cầm
- Những giấc mơ riêng
- Ba chàng lính Ngự Lâm
- Nhân danh công lý
- Sông dài
- Nụ cười của biển
- Trái tim trong trắng
- Phía sau đôi mắt
- Cô gái lái xe và chiếc bình cổ
- Màu của tình yêu
- Ngụ ngôn năm 2000
- Hoa xuyến chi
- Kỷ niệm một thời áo trắng
- Trái tim người lính
- Chuyện làng Ung
- Đứa con tiền kiếp
- Sát thủ hai mảnh
- Vườn xưa yên ắng
- Chuyện văn chương
- Phép lạ
- Bóng tối cuộc đời
- Con vịt mồi
- Nhà búp bê
- Trái tim kiêu hãnh
- Bông hồng cài áo
- Người mua hạnh phúc
- Câu chuyện cổ tích
- Đi tìm những gì đã mất
- Hào quang trong bóng tối
- Cuộc đời bị đánh cắp
- Con thú thủy tinh
- Hoài Thu của tôi
- Khúc nhạc lòng của vị mục sư
- Chàng và Nàng
- Chuyện bây giờ mới kể
- Thây ma sống
- Bản tuyên chiến thầm lặng
- Tình 281
- Lửa thử vàng
- Tình yêu và người lính
- Kỷ niệm ngày cưới
- Tất cả đều là con tôi
- Tin ở hoa hồng
- Ngôi nhà không có đàn ông
- Ngày ấy 20 năm
- Chuyến xe cuối cùng
- Tiếng hát cuộc đời
- Lôi vũ
- Ghen tuông kì cục án
- Ông ngoại bà nội
- Tam cô ế chồng
- Đánh ghen
- Cô gái ngồi trên gốc cây gãy
- Thiên thần không cánh
- Tứ hỉ đạo náo Sài Gòn
- Đùa với tình yêu
- Thuốc đắng dã tật
- Người nhà quê
- Nữ hoàng đêm màu hường
- Hành trình tình yêu
- Tôi là ai?
- Ai sợ ai
- Ảo ảnh tình
- Nữ quái tống tiền
- Vũ điệu tử thần
- Quan thích...thích làm quan
- Cuộc chơi nghiệt ngã
- Yêu đi thôi
- 12 bà mụ (2003) & (2024)
- Chuyện vợ chồng
- Bầu rượu càn khôn
- Oan tình ai thấu
- Sân khấu cuộc đời
- Một cuộc đời bị đánh cắp
- Nghịch bước trên con đường
- Lửa thử vàng
- Gót sen 3 tấc
- Nơi ấy dòng sông vẫn chảy
- Giải độc đắc
- Thử yêu lần nữa
- 8 người đàn bà
- Khúc hát đoạn tình
- Bến tương tư
- Đụng độ
- Áo dài xưa
- Trắng xanh vàng đỏ
- Chuyện vợ chồng
- Kỳ phùng địch thủ
- Về phép
- Bí mật Giếng làng Khủm
- Bích Hoa - cô là ai ?
- Má ơi Út dìa !

### MV
| Năm  | Tên MV               | MV của             |
| ---- | -------------------- | ------------------ |
| 2000 | VÌ bé ngoan          | Nguyễn Đỗ Anh Tuấn |
| 2019 | Lớn rồi còn khóc nhè | Trúc Nhân          |
| 2020 | BẾP ẤM NGÀY TẾT      | Trúc Nhân          |

### Chương trình giải trí
| Năm  | Tên chương trình                 | Kênh phát sóng | Giải thích         |
| ---- | -------------------------------- | -------------- | ------------------ |
| 2015 | Cười xuyên Việt                  | THVL           | Giám khảo          |
|      | Cười xuyên Việt - Tiếu Lâm Hội   | THVL           | Giám khảo          |
|      | Tiếu lâm tứ trụ                  | THVL           | Giám khảo          |
|      | Hoán đổi cặp đôi                 |                | Giám khảo          |
|      | Sao nối ngôi                     |                | Giám khảo          |
|      | Làng hài mở hội                  |                | Giám khảo          |
|      | Lò võ Tiếu Lâm                   |                | Giám khảo          |
|      | Và tôi vẫn hát                   |                | Giám khảo          |
|      | Tinh hoa hội tụ                  |                | Giám khảo          |
|      | Sao nối ngôi phiên bản thiếu nhi |                | Giám khảo          |
|      | Cặp đôi hài hước                 |                | Giám khảo          |
| 2023 | Có hẹn với thanh                 | VTV3           | Thành viên cố định |
| 2019 | Ký ức vui vẻ mùa 2               | VTV3           | Người chơi         |

## Giải thưởng
| Năm  | Giải                           | Hạng mục                                         | Tác phẩm được đề cử             | Kết quả         | Chú thích |
| ---- | ------------------------------ | ------------------------------------------------ | ------------------------------- | --------------- | --------- |
| 1998 | Liên hoan sân khấu mùa thu     |                                                  |                                 | Huy Chương Vàng |           |
| 2000 | Diễn viên ấn tượng năm         |                                                  |                                 | Đoạt giải       |           |
| 2009 | Liên hoan kịch nói toàn quốc   |                                                  |                                 | Huy Chương Vàng |           |
| 2018 | Liên hoan kịch nói toàn quốc   |                                                  |                                 | Huy Chương Vàng |           |
| 1998 | Giải Mai Vàng                  | Nữ diễn viên kịch nói                            | Xóm nhỏ Sài Gòn                 | Đoạt giải       | [ 3 ]     |
| 1999 | Giải Mai Vàng                  | Bạn đọc bình chọn                                |                                 | Đoạt giải       |           |
| 2003 | Giải Mai Vàng                  | Đạo diễn sân khấu                                | Tiếng Vạc Sành                  | Đoạt giải       | [ 4 ]     |
| 2005 | Giải Mai Vàng                  | Nữ diễn viên kịch nói được yêu thích nhất        | Huyền thoại nữ thân Lee Kim Chi | Đoạt giải       | [ 4 ]     |
| 2006 | HTV Awards                     | Nữ diễn viên sân khấu được yêu thích nhất        | Bí mật vườn Lệ Chi              | Đoạt giải       |           |
| 2007 | Giải Mai Vàng                  | Nữ diễn viên kịch nói được yêu thích nhất        | Bí mật vườn Lệ Chi              | Đoạt giải       | [ 4 ]     |
| 2010 | Giải Mai Vàng                  | Nữ diễn viên kịch nói được yêu thích nhất        | Ông ngoại, bà Nội               | Đề cử           |           |
| 2011 | HTV Awards                     | Nữ diễn viên kịch nói và hài được yêu thích nhất |                                 | Đoạt giải       |           |
| 2011 | Giả Mai Vang                   | Nữ diễn viên kịch nói được yêu thích nhất        | Hãy khóc đi em                  | Đề cử           |           |
| 2024 | Liên hoan sân khấu TPHCM lần 1 |                                                  | Bông cánh cò                    | Huy Chương Vàng |           |